# Staszic-Palast

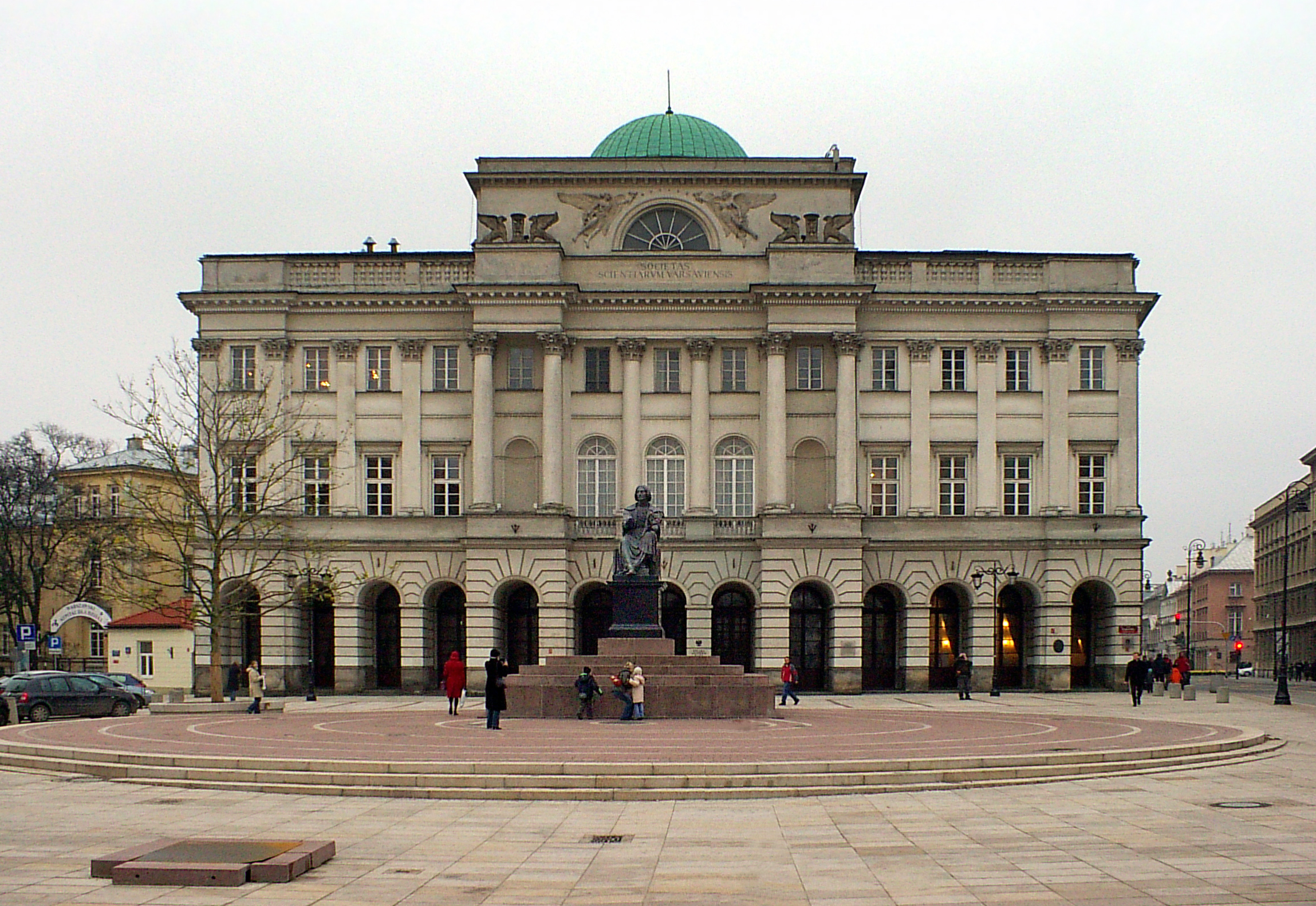
Der Staszic-Palast im Jahr 2007. Die Inschrift auf der Attika des Mittelrisaliten lautet: SOCIETAS SCIENTIARUM VARSAVIENSIS

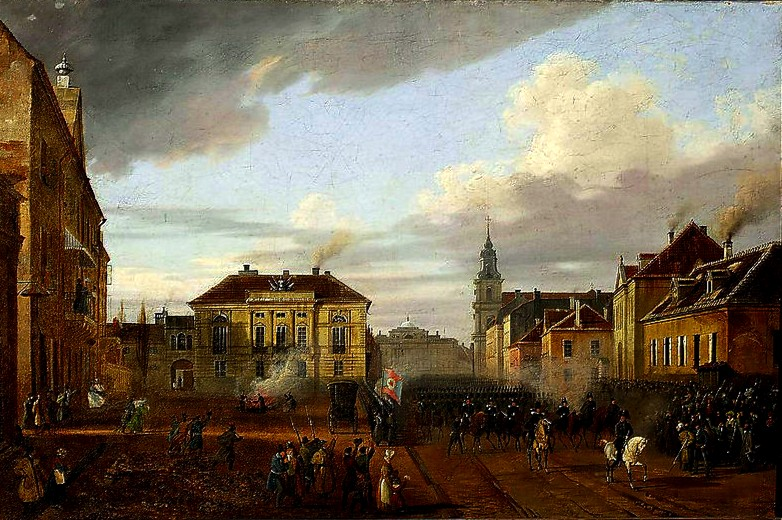
Einmarsch polnischer Truppen aus Wierzbno am 3. Dezember 1830 zu Beginn des Novemberaufstandes, gemalt 1831 von Marcin Zaleski. In der Bildmitte (Hintergrund) ist die Kuppel des staubverhangenen Staszic-Palastes erkennbar

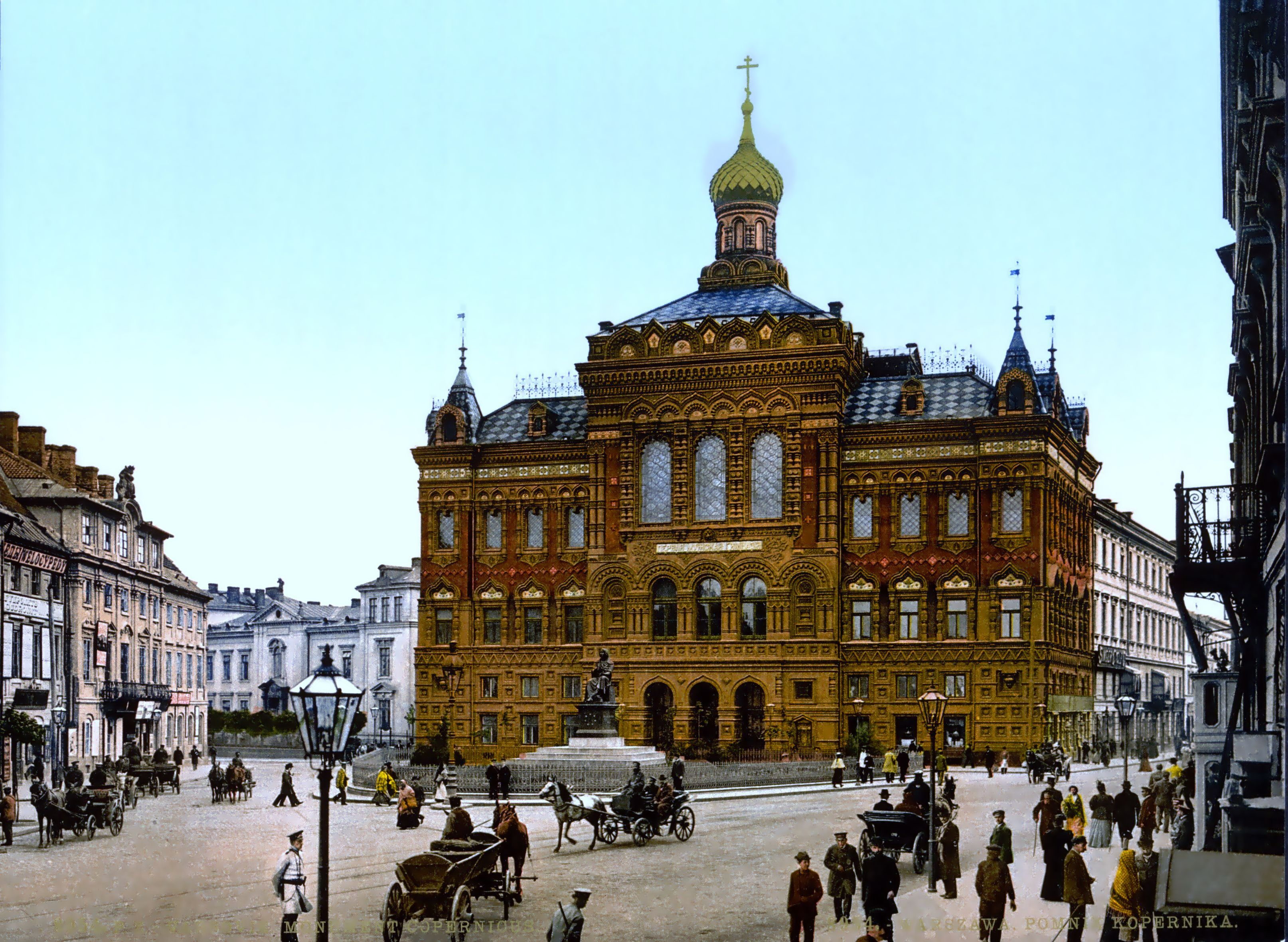
Der Palast während seiner Nutzung als russisch-orthodoxe Kapelle etwa um die Jahrhundertwende (19./20. Jahrhundert)

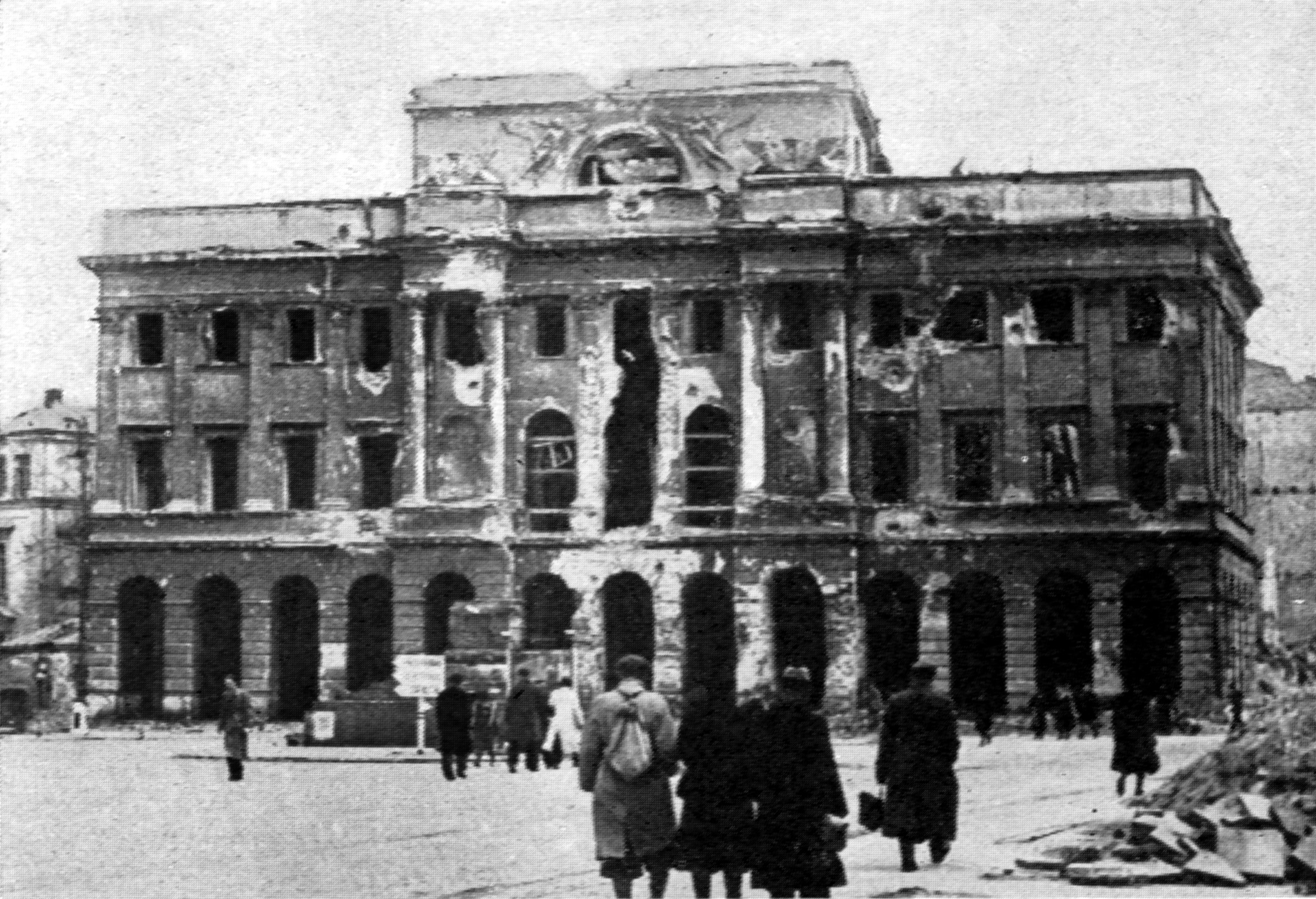
Das beschädigte Gebäude etwa bei Kriegsende

Der Staszic-Palast (poln.: Pałac Staszica), der in exponierter Lage am historischen Warschauer Königsweg liegt, entstand in den 1820er Jahren als Sitz einer wissenschaftlichen Gesellschaft. Das klassizistische Gebäude wurde nach seinem Stifter benannt, diente aber nie als Residenz. Nach Zerstörung im Zweiten Weltkrieg wurde es wiedererrichtet und beherbergt heute die Zentrale der Polnischen Akademie der Wissenschaften (PAN).

## Lage
Die Anschrift des Palastes lautet Ulica Nowy Świat 72 und gehört zum Innenstadtdistrikt. Gegenüber an dieser Straße liegt der Zamoyski-Palast. Diese beiden Gebäude sind (trotz der hohen Hausnummern) die ersten in der Nowy Świat, die hier in die Krakowskie Przedmieście übergeht. Der vor dem Staszic-Palast gelegene, kleine Platz gehört bereits zur Krakowskie Przedmieście. Auf diesem Platz befindet sich ein von Bertel Thorvaldsen geschaffenes Denkmal des Universalgelehrten Nikolaus Kopernikus, das hier 1830 errichtet wurde. Bis vermutlich 1912 stand an der Ostseite des Platzes der Karaś-Palast; heute befindet sich hier eine Baulücke, die als Parkplatz genutzt wird. An der Rückseite des Staszic-Palastes schließt sich ein großes Kinderkrankenhaus (Warszawski Szpital dla Dzieci) an.

## Geschichte
Anstelle einer spätbarocken Dominikanerkirche wurde der Palast in den Jahren von 1820 bis 1823 von Antonio Corazzi als Sitz für die Warschauer Gesellschaft der Freunde der Wissenschaften errichtet. Der Bau mit seiner stilistischen Ausgestaltung in einem reifen Klassizismus wurde von dem wohlhabenden Staatsmann und Gelehrten Stanisław Staszic finanziert. Das Objekt steht auf einem ungleichmäßigen Grundriss und verfügt über drei Geschosse, dessen unteres einen genuteten Arkadengang enthält. Die Frontfassade richtet sich (nach Norden) zum Platz und bildet einen Abschluss der auf sie zulaufenden Krakowskie Przedmieście. Sie ist mit zwei Begrenzungsrisaliten ausgestattet. Der ungewöhnliche Mittelrisalit wird von zwei kleinen, zweisäuligen Portiken eingefasst, auf denen je ein kleines, sich zugewandtes Greifenpaar sitzt. Er ragt hoch über das Dach und wird von einer Kuppel gekrönt. Im Palast waren Arbeitszimmer der Mitglieder/Forscher und die umfangreichen Sammlungen der Gesellschaft (Bücher, Münzen, Bilder, Plastiken, Mineralien) untergebracht. Kernstück des Gebäudes war der große Versammlungssaal der Gesellschaft:

„Den Saal für öffentliche Sitzungen zieren ein von Professor Blank angefertigtes lebensgroßes Bildnis des Allerdurchlauchtigsten Kaisers und Königs Alexander I., auf der gegenüberliegenden Seite hängt ein Portrait des Sachsenkönigs von Bacciarelli, die Flachreliefs an den Wänden sind ein Werk von Maliński, die Stukkatur und andere Verzierungen von Vincenti, die Wände sind mit Büsten von Albertrandi, Potocki, Naruszewicz, Krasicki, Jan Kochanowski und Sarbiewski geschmückt. Gegenüber dem Platz für die Mitglieder gibt es ein geräumiges Amphitheater, das mehrere hundert Personen aufnehmen kann, und mit Säulen in korinthischer Ordnung verzierte Logen.“

Dieser Saal existiert heute nicht mehr, er wurde im Laufe mehrerer Umbauten zerstört.

### Auflösung der Gesellschaft
Bis zu ihrer Auflösung im Jahr 1832 war die Wissenschaftsgesellschaft Nutzer des Palastes. Nachdem Zar Nikolaus I. deren Auflösung verfügt hatte, befand sich im Gebäude zunächst die Direktion der Lotterie. Ab 1862 wurde hier ein russisches Jungen-Gymnasium untergebracht. In den Jahren 1892 bis 1893 wurde der Palast unter Leitung des russischen Architekten Wladimir Pokrowski im russisch-byzantinischen Stil umgebaut. Im Mittelteil des Gebäudes entstand eine orthodoxe Kapelle zu Ehren der Zaren der Linie Schuiski. Im Zuge des Umbaus wurde der Palast mit an byzantinische und russische Architekturformen erinnernde Dekorationen ausgestattet; unter anderem erhielt die Fassade farbige Ziegel und das Dach statt der Kuppel ein orthodoxes Zwiebeltürmchen.
Nach Rückerlangung der Unabhängigkeit kam es in Polen zu einem Rückbau und Abriss vieler orthodoxer Gotteshäuser. In den Jahren 1924 bis 1926 erhielt auch der Staszic-Palast seine ursprüngliche Funktion und sein klassizistisches Äußeres zurück. Unter Marian Lalewicz wurde der ursprüngliche Corazzi-Entwurf jedoch nicht ganz nachvollzogen; so wurden die Begrenzungsrisalite nicht wieder errichtet und auch die Form der Kuppel anders gestaltet. In der Zwischenkriegszeit war hier der Sitz der Warschauer Wissenschaftsgesellschaft (poln.: Towarzystwo Naukowe Warszawskie) und weiterer Institutionen.

### Krieg und Nachkriegszeit
Der Palast wurde von Einheiten der Wehrmacht während des Warschauer Aufstandes stark beschädigt und in den Jahren 1946 bis 1950 unter Piotr Biegański – diesmal (äußerlich) als exaktes Abbild des Gebäudes im 19. Jahrhundert – wiederaufgebaut. Dabei entstanden auch die mächtigen hinteren Flügel (in südlicher Richtung zur Ulica Świętokrzyska) die einen großen Innenhof umschließen und heute vom Kinderkrankenhaus genutzt werden. Als Reminiszenz an den Architekten Corazzi gestaltete Biegański die neuentstandene Hinterhof-Fassade des Palastes als Abbild eines großen Portikus, der sich an einem nach dem Krieg nicht wiedererrichteten Gebäude an der Ulica Bielańska 1/Ecke Ulica Senatorska 22 befunden hatte.
Derzeit ist der Palast der Hauptsitz der Polnischen Akademie der Wissenschaften.

## Trivia
Der bereits verbrannte, aber noch nicht zerstörte Palast ist im Kinofilm Der Pianist von Roman Polański bei der Einmarschszene deutscher Truppen in Warschau zu sehen.